# Nordlig jaktspets
Nordliga jaktspetsar (eller nordiska jaktspetsar) är nordliga spetsar som hör till sektion 2 i gruppen spetsar och raser av urhundstyp enligt den internationella kennelfederationen Fédération Cynologique Internationales (FCI) indelning. Raserna kommer från Norden, Ryssland och Sibirien.
De karakteriseras antingen som älghundar eller som skällande fågelhundar. Älghundarna kan även användas för jakt på annat högvilt än älg. De ryska och sibiriska lajkorna används både som älghundar och trädskällare. Till sektionen hör även norsk lundehund som numer i första hand är sällskapshund sedan lunnefågeln blivit fridlyst.

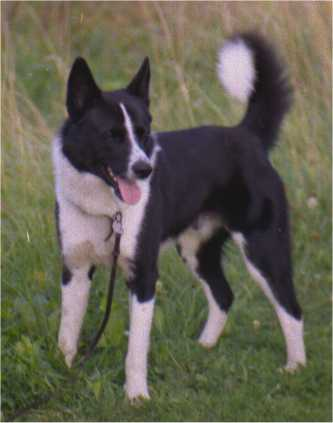
Karelsk björnhund är en älghund.
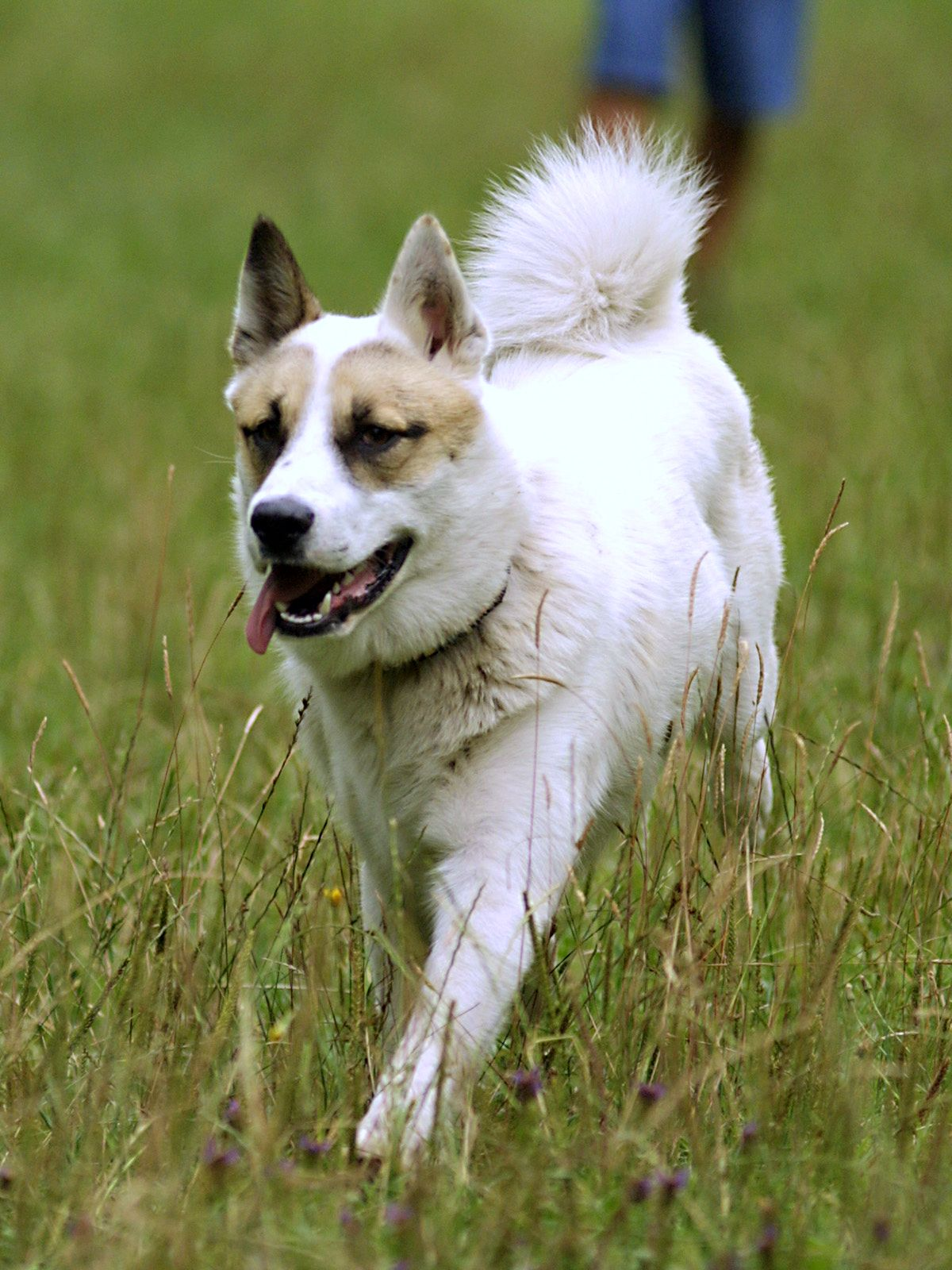
Västsibirisk lajka jagar både högvilt och fågel.
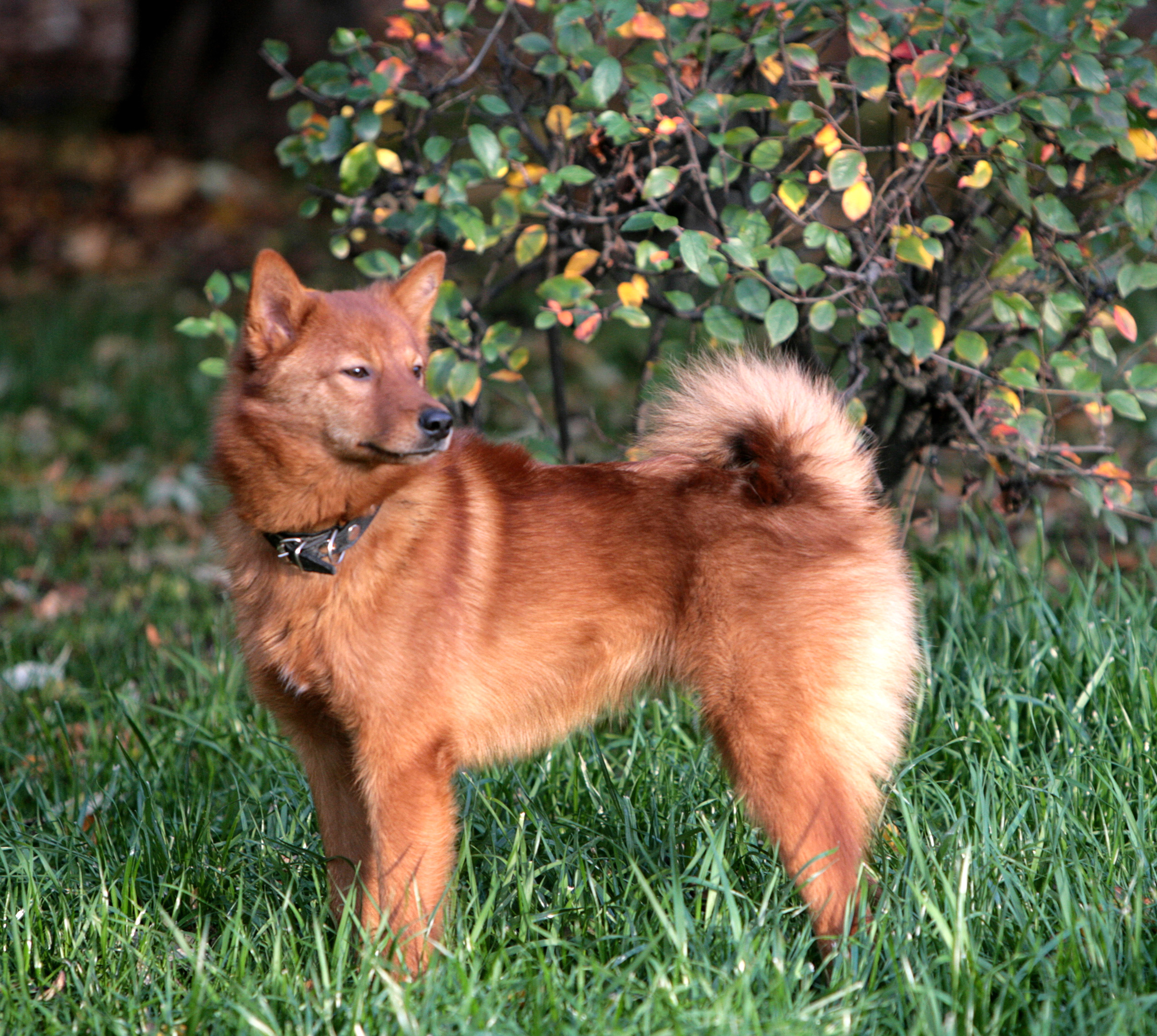
Finsk spets är en trädskällare.
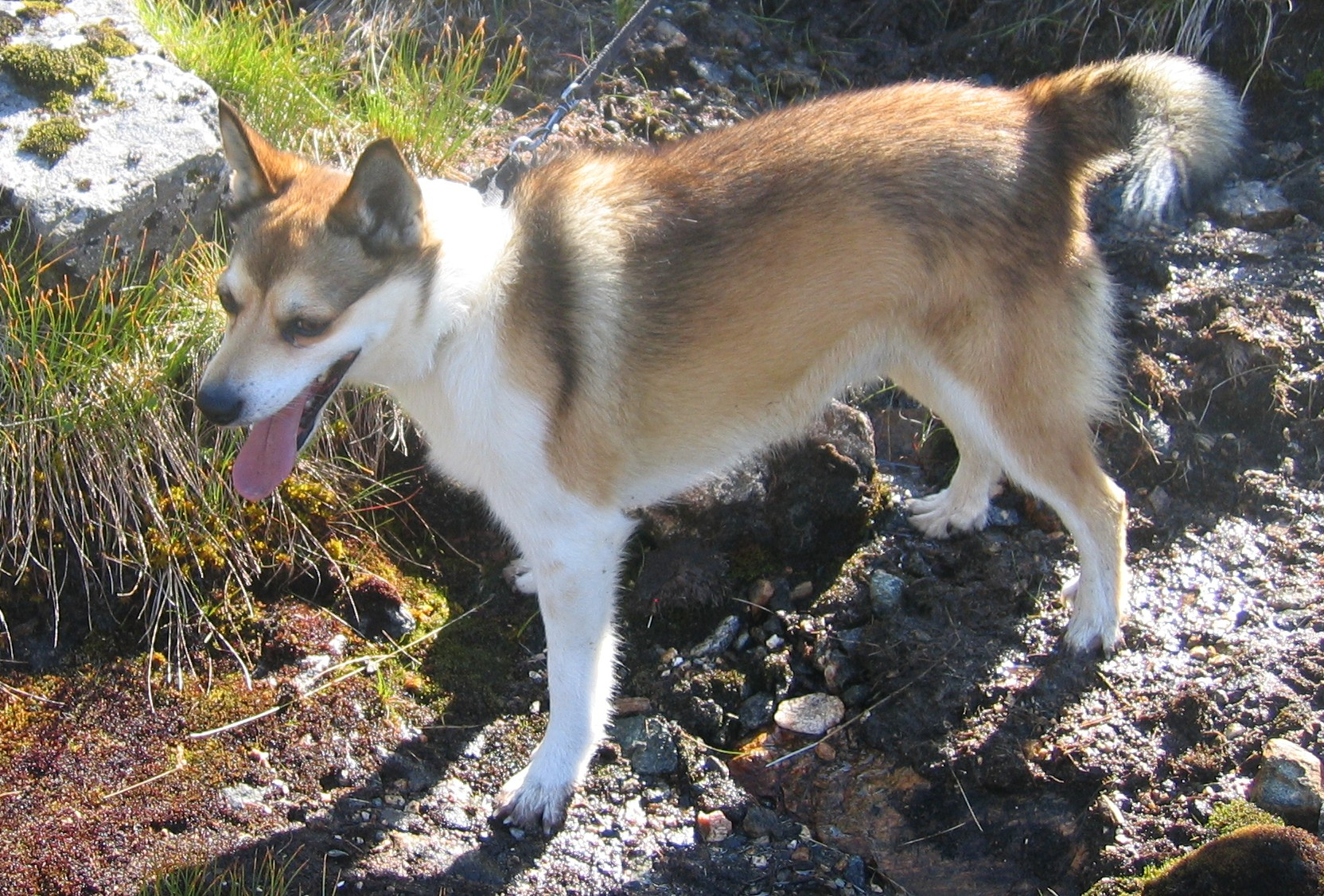
Norsk lundehund, specialist på att klättra.
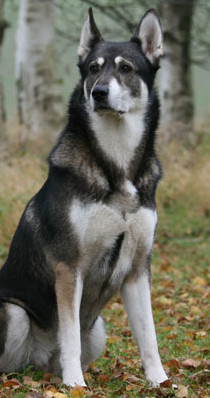
Östsibirisk lajka